# Hejlungcsiang
Heilongjiang kiejtéseⓘ (kínai: 黑龙江, pinjin: Hēilóngjiāng, magyar átírása hagyományosan Hejlungkiang, szoros átírással Hejlungcsiang) a Kinai Népköztársaság északkeleti tartománya. Délről Jilin tartomány, nyugatról Belső-Mongólia Autonóm Terület, északról pedig Oroszország határolja. Nevét az Amur folyó kínai nevéről kapta, szó szerinti jelentése: fekete sárkány folyó. A tartomány székhelye és legnagyobb városa Harbin.

## Történelem
A tartomány történelmileg nem Kína, hanem Mandzsúria része. Területén különféle nomád népek váltották egymást, amelyek gyakran támadták Kínát. Innen származott a dzsürcsi Csin-dinasztia (1115-1234), amely meghódította Észak-Kínát. Azonban ekkor sem egyesítették Kínával a mai tartomány területét. Innen származott az utolsó kínai dinasztia, a mandzsu Csing-dinasztia is. Ennek uralma idején, 1683-ban szervezték meg Mandzsúria igazgatását. Két katonai kormányzót neveztek ki, a nyugati részért felelős illetékessége messze északra, az Amur folyón túl lévő Sztanovoj-hegyvidékig terjedt. A keleti rész kormányzója a Japán-tenger partjáig volt illetékes. Ezzel egy időben megtiltották kínaiak betelepülését a területre.
1860-ban a kínai kormány kénytelen volt feladni minden területet az Amúron túl az Orosz Birodalom javára. Ugyanakkor megnyitották Mandzsúriát a kínai bevándorlás előtt. A 20. század elejére a lakosság döntő többsége már kínai volt.
1932-ben alakult meg Mandzsukuo japán bábállam. Ennek része lett a tartomány. 1945-ben területét a Szovjetunió csapatai szállták meg, majd ez lett az első tartomány, amely a kínai kommunisták uralma alá került. 1954-ben egyesítették egyetlen tartománnyá a nyugati és keleti területeket.

## Közigazgatás
Heilongjiang 12 prefektúra szintű városra és 1 prefektúrára van felosztva:
- Harbin (egyszerűsített kínai: 哈尔滨市, pinjin: Hā'ěrbīn shì)
- Qiqihar (齐齐哈尔市 Qíqíhā'ěr shì)
- Hegang (鹤岗市 Hègǎng shì)
- Shuangyashan (双鸭山市 Shuāngyāshān shì)
- Jixi (鸡西市 Jīxī shì)
- Daqing (大庆市 Dàqìng shì)
- Yichun (伊春市 Yīchūn shì)
- Mudanjiang (牡丹江市 Mǔdānjiāng shì)
- Jiamusi (佳木斯市 Jiāmùsī shì)
- Qitaihe (七台河市 Qītáihé shì)
- Heihe (黑河市 Hēihé shì)
- Suihua (绥化市 Suíhuà shì)
- Daxing'anling Prefektúra (大兴安岭地区 Dàxīng'ānlǐng Dìqū)

## Gazdaság

### Lásd még
- Daqingi olajmező

## Népesség
| 2010 | 38 312 224 |
| 2020 | 31 850 088 |